# Отчим (фильм, 1987)
«Отчим» (англ. The Stepfather) — американский триллер 1987 года. Режиссёр фильма, Джозеф Рубен, снял фильм по сценарию Дональда Уэстлейка. Сюжет был придуман Уэстлейком вместе с Каролин Лефкорт и Брайаном Гарфилдом. Главную роль исполнил актёр Терри О’Куинн.
Сюжет частично основан на преступлениях Джона Листа, однако стилистика преступлений была изменена, чтобы лучше отобразить эпоху 1980-х годов, нежели ту, когда происходили реальные события.
Фильм был оценён критиками. Позже было снято два сиквела и одноименный ремейк, вышедший в октябре 2009 года.

## Сюжет
Фильм открывается сценой в пригороде Сиэтла Белвью, где мужчина по имени Генри Моррисон смывает с себя кровь, сбривает бороду, надевает контактные линзы вместо очков и собирает вещи в чемодан. Он уходит из дома и одновременно зрителю показывают скопление мёртвых тел в гостиной дома, среди которых его жена и падчерицы. Оказавшись на пароме, Генри выбрасывает чемодан со своими вещами в воду.
Год спустя, Генри, взявший себе имя Джерри Блейк, живёт в другом пригороде Сиэтла, Окридже, где он женился на вдове Сьюзан Мэйн. Отношения Джерри с дочерью Сьюзан, подростком Стефани, очень натянуты, так как девушка ревнует его к матери, несмотря на то, что Джерри пытается вести себя с ней дружелюбно и даже подарил щенка. По совету своего психотерапевта Бондуранта Стефани пытается наладить отношения с отчимом.
Тем временем в Белвью Джеймс Огилви, бывший шурин Джерри, просит своего знакомого журналиста поместить в газету статью, что Генри всё ещё не найден. Статью помещают, хотя, к неудовольствию Джеймса, в ней нет фотографии Генри. Между тем, во время барбекю Стефани видит, как Джерри попадется на глаза эта самая статья, после чего он уходит в подвал, где начинает очень маниакально себя вести. Прочитав статью, она начинает подозревать, кто он такой. Доктор Бондурант просит прийти мужчину на приём и ему кажется странным, что Джерри избегает встреч с ним. Он идёт на хитрость — представляется потенциальным клиентом Рэем Мартином и назначает встречу в агентстве по недвижимости. Стефани пишет письмо в редакцию газеты, опубликовавшей статью, и просит выслать ей фото Генри Моррисона, однако Джерри находит его и меняет своё фото на другое. В результате девочка начинает верить в то, что её подозрения были неверными.
На встрече Бондурант задаёт слишком много вопросов о жизни Джерри, и, подозревая, что мужчина не тот, за кого себя выдаёт, Джерри забивает Бондуранта до смерти. Затем он подстраивает всё так, чтобы его смерть была похожа на несчастный случай, сбросив машину врача с обрыва. Отношения Джерри и Стефани вновь рушатся, когда он застаёт девочку целующейся с её школьным другом Полом Бэйкером. В семье назревает конфликт, и Джерри готовится к побегу, берёт себе новое имя Билла Хоскинса и ищет работу страхового агента в другом городе, намереваясь избавиться от Сьюзан и Стефани.
Джеймсу удаётся провести небольшое расследование и выяснить, что Генри мог обосноваться в Окридже. Сьюзан узнаёт, что Джерри уволился из агентства. Между Сьюзан и Джерри назревает конфликт, мужчина срывается и нападает на Сьюзан. Женщина теряет сознание, а Джерри нападает на вернувшуюся домой Стефани. В этот момент у дома появляется Огилви, и Джерри убивает его. Затем у мужчины завязывается борьба со Стефани, и он загоняет её на чердак — мужчина падает через стеклянный пол, и в него стреляет пришедшая в себя Сьюзан, которая нашла пистолет детектива. Джерри пытается дотянуться до ножа, но Стефани хватает его и вонзает в грудь мужчины, который затем падает с лестницы. В финальной сцене Стефани спиливает скворечник, который в середине фильма устанавливает Джерри.

## В ролях
- Терри О’Куинн — Джерри Блейк / Генри Моррисон / Билл Хоскинс
- Джилл Шолен — Стефани Мэйн
- Шелли Хэк — Сьюзан Мэйн
- Чарльз Ланьер — доктор Бондурант
- Стивен Шеллен — Джеймс Огилви
- Стивен И. Миллер — Эл Бреннан
- Робин Стеван — Карен
- Джефф Шультц — Пол Бэйкер
- Анна Хэйган — миссис Лейтнер
- Джиллиан Барбер — Энни Барнс
- Блу Манкума — лейтенант Джек Уолл
- Джексон Дэвис — мистер Честертон
- Габриэль Роуз — Дороти Райнхард
- Линдси Бурн — учительница

## Производство

### Съёмки
Съёмки фильма проходили в Ванкувере (Канада).

### Кассовые сборы
Фильм вышел в прокат 148 кинотеатрах. В премьерные выходной фильм собрал $260 587, а общие сборы в США составили $ 2 488 740.

### Критика
Критик Роджер Эберт из Chicago Sun Times оценил фильм в 2,5 звезды, отметив:
Жестокость в кино хорошо продаётся сама по себе, даже в отрыве от контекста. Вероятно, так и считали создатели фильма. Но как это часто и бывает, в фильме всего несколько действительно запоминающихся сцен, но самое главное — превосходное исполнение роли Терри О’Куинном.
Джеффри М. Андерсон из Combustible Celluloid оценил фильм в 3 звезды из 4:
Джозеф Рубен работает уверенно, но не так превосходно, как можно было бы с данным материалом. Однако О’Куинн играет превосходно, особенно хочется отметить сцену, в которой его герой забывает, за кого себя выдаёт. В любому случае, «Отчим» — крепкий представитель жанровой классики 1980-х.
Сейчас фильм считается культовой классикой жанра.

### Награды
За исполнение роли О’Куинн был номинирован на премии Saturn Awards и Independent Spirit Awards. Джозеф Рубен получил приз критиков на фестивале Cognac Festival Du Film Policier в 1988 году. Картина также получила номинацию в категории «Лучший фильм» на Международной премии фантастического кино в 1990 году и была поставлена на 70-е место в списке «100 самых страшных моментов в кино» канала Bravo.

### Выход на видео
Компания Shout! Factory впервые выпустила фильм на DVD в США 13 октября 2009 года и на Blu-ray 15 июня 2010.

### Продолжения
На волне успеха первой картины, впоследствии были сняты ещё два продолжение — «Отчим 2» (1989) и «Отчим 3: День отца» (1992) — а также одноименный ремейк «Отчим» в 2009 году, который собрал крайне негативные отзывы критики и зрителей, а также показал плохие результаты в плане сборов.